# Sarah Scott
Sarah Scott, nascida Sara Robinson (Yorkshire, 21 de setembro de 1723 - 3 de novembro de 1795) foi uma escritora, tradutora e ativista social britânica. Foi membro da Blue Stockings Society, um movimento social e educacional não formalizado de mulheres inglesas no século XVIII, que enfatizava a educação e a cooperação mútua entre suas participantes. Seu trabalho mais famoso é a utopia Millenium Hall e sua continuação, The History of Sir George Ellison. Escreveu também sob o pseudônimo de Henry Augustus Raymond.

## Biografia
Sarah nasceu em Yorkshire, em 1723, mas praticamente cresceu em Cambridge, onde morava sua avó, Sarah Morris Drake e seu avô, Dr. Conyers Middleton, famoso estudioso da Universidade de Cambridge. Era filha de Matthew Robinson e Elizabeth Drake, sendo a mais nova de 9 filhos. Praticamente todos os filhos do casal Robinson tiveram uma proeminente carreira.
A irmã mais velha de Sarah, Elizabeth Montagu, se tornaria uma escritora e ativista famosa nos círculos literários como crítica dos trabalhos de Shakespeare, além de fundadora da Blue Stockings Society, da qual Sarah era membro e apesar de Elizabeth ser bem mais reconhecida do que a irmã, ela considerava que Sarah era superior em diversos aspectos, em especial nos interesses intelectuais e literários.. As correspondências que as irmãs trocavam constantemente ainda estão preservadas, bem como algumas cartas de Sarah onde ela narra sobre sua vida, gostos e pensamentos. Em algumas ela revela sobre seu seu amor pela literatura, em especial os trabalhos de Edmund Spenser, Phillip Sidney, John Milton, Jonathan Swift e Voltaire.
Em 1741, Sarah contraiu varíola, doença que costumava deixar marcas desfigurantes naqueles que sobreviviam. No caso das mulheres isso reduzia seu valor como uma noiva valiosa no mercado de casamentos arranjados. Alguns estudiosos traçaram o impacto deixado pela varíola na produção literária de Sarah Scott, destacando sua preocupação com "deformidades" causadas pela doença, o que teve papel chave em sua dedicação à literatura, à economia doméstica e à caridade. Em sua obra mais conhecida, Millenium Hall, um de seus personagens tem marcas de varíola, que não são definidoras de seu caráter.
Um ano após contrair varíola, sua irmã Elizabeth tornou-se amiga da naturalista Margaret Bentinck, Duquesa de Portland, que a introduziu aos altos círculos sociais da vida aristocrática londrina. Isso a fez conhecer seu futuro marido, Edward Montagu, neto do Conde de Sandwich. Sarah continuou morando com a mãe até sua morte por câncer, em 1746. Com a morte da mãe, Sarah visitou a irmã em Bath, Somerset, onde decidiu ficar para cuidar de Lady Barbara Montagu, acamada, de quem se tornaria amiga em pouco tempo. Em 1748, as duas juntaram suas finanças e abriram uma casa.

## Casamento
No final da década de 1740, Sarah casou com George Lewis Scott, amigo da família, vindo de Canterbury, 12 mais velho. George não vinha de família abastada e como o dote de Sarah era pequeno, ela primeiro o ajudou a se estabelecer como um dos tutores de Jorge III. Assim os dois se casaram em 15 de junho de 1751, mas segundo cartas trocadas entre os familiares, ele nunca foi consumado. Em abril de 1752, o pai de Sarah e seus irmãos foram a Londres, de onde a retiraram da casa do marido sem declarar motivo. As especulações variavam de abusos, traição, incompatibilidade e até um suposto casamento de George não revelado. Havia também o boato que a amizade de Sarah com Lady Barbara Montagu teria instigado a separação pois Lady Barbara não queria se separar de Sarah. Fosse qual fosse o motivo, o escândalo afundou a carreira de George, que foi obrigado a pagar uma pensão a Sarah, cerca de 100 libras anuais.
Sem o marido, Sarah voltou para a tutela do pai, que se recusou a dar-lhe qualquer sustento, além de proibir que seus irmãos socorressem Sarah em caso de necessidade. Sarah então se mudou para a casa de Lady Barbara, em Bath, tendo uma vida no campo e fazendo caridade para mulheres, crianças, inválidos e ajudando a organizar fundos educativos para crianças pobres, ensinado-as a ler, matemática básica e bordado e costura.

## Carreira
Seu primeiro trabalho foi escrito antes de seu casamento, The History of Cornelia (1750), o retrato de uma mulher devota e ideal. Para ajudar nas despesas da casa e em suas obras de caridade, Sarah decidiu seguir uma carreira literária profissional, fazendo traduções. Em 1754, ela traduziu Le Laideur aimable, um romance francês altamente moralista. No mesmo ano, foi a fez de traduzir A Journey through every Stage of Life, uma série de contos sobre uma jovem serva e sua senhora, uma princesa exilada por seu irmão.

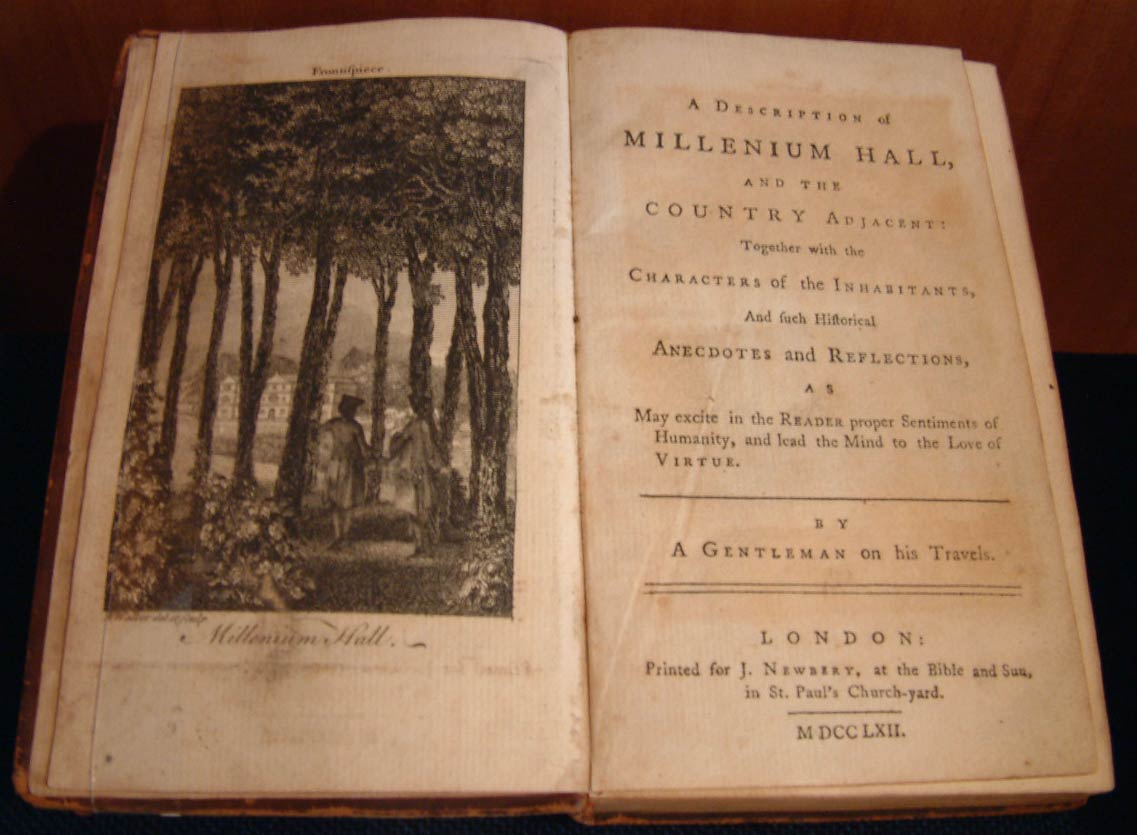
Folha de rosto de Millenium Hall

Após publicar seus primeiros romances e de traduzir outros, Sarah começou a escrever sobre educação. No final da década de 1750, Sarah e Lady Barbara escreveram uma série de folhetos educativos para crianças pobres, para ensinar história e geografia. Em 1761, com a ascensão de Jorge III ao trono da Inglaterra, Sarah escreveu sobre a história política de Gustavo I da Suécia, em The History of Gustavus Ericson, King of Sweden, onde enfatizava o conceito do "rei patriota", que age pelo bem do país e do povo. Em seguida, escreveu The History of Mecklenburgh, em 1762, para tentar cativar o interesse do público sobre a história de Carlota de Mecklemburgo-Strelitz, esposa de Jorge III.
Em 1762 ela escreveu sua obra mais famosa, Millenium Hall, uma utopia que fala de uma comunidade composta por mulheres, todas devotadas às artes e à educação, filantropia e valores cristãos. Esta população era dedicada às crianças, aos pobres, aos idosos e deficientes. A obra basicamente reproduzia os valores da Blue Stockings Society, devotada às discussões intelectuais e ao trabalho filantrópico. Sarah tece críticas às intrigas da corte, sua cultura e sociedade. O livro fez sucesso e teve quatro edições apenas em 1778. A obra foi resgatada no século XX devido ao significado para o movimento feminista.

## Últimos anos
Em 1763, Lady Barbara ganhava uma pensão de 300 libras, o que mantinha a vida das duas com relativo conforto. Sarah parou de escrever por alguns anos, mas com a morte de Lady Barbara, em 1765, e encorajada pela irmã, Sarah voltou a escrever. Em 1766, ela publicou The History of Sir George Ellison, a sequência de Millenium Hall, que fala de um homem que, depois de visitar o Millennium Hall, passa a fazer caridade. Era uma nova utopia, seguindo os moldes do primeiro livro, que também contém elementos de moralidade e patriotismo de seus líderes, muito comum em seus escritos políticos.
No ano seguinte, Sarah tentou tirar da ficção o que ela escreveu em Millennium Hall, em Buckinghamshire, uma casa comum que incluiria uma escola e instituições de caridade que enriqueceriam a comunidade. Cada membro investiu cerca de 50 libras no projeto, além de doações de terras, pessoal e gado. Mesmo com o sucesso inicial, dificuldades financeiras, problemas com a comunidade e a doença frágil de Sarah acabaram com a casa pouco tempo depois.
Em 1772, ela publicou The Life of Theodore Aggrippa d'Aubigne, uma resposta ao emergente populismo da época, que fala sobre a vida de um protestante que lutou contra a oclocracia e o absolutismo. No final do mesmo ano, ela publicou seu último livro, The Test of Filial Duty, um romance epistolar que trata sobre os direitos de uma jovem de poder escolher seu marido, ao invés de ser escolhido pelo pai.
Em 1775, seu cunhado, Edward Montagu, faleceu e Elizabeth passou a dar 200 libras anuais para Sarah. Em 1778, foi a fez de seu pai falecer, o que a deixou com a algum dinheiro da herança. Sarah já não escrevia mais nessa época, sendo que a maioria de seus trabalhos foram publicados de maneira anônima ou com pseudônimo masculino para evitar o preconceito da época. Seu nome foi esquecido e seus trabalhos atribuídos a autores homens, como Oliver Goldsmith. O interesse por seu trabalho cresceu no século XX por suas críticas à forma como as mulheres eram tratadas em sua época.

## Morte
Após uma longa doença, Sarah faleceu em 11 de novembro de 1795, em Old Catton, uma vila perto de Norwich, no condado de Norfolk.

## Principais trabalhos
Todos os trabalhos foram publicados anonimamente ou sob pseudônimo masculino.
- 1750        The History of Cornelia
- 1754        Agreeable Ugliness, or, The Triumph of the Graces; Exemplified in the Real Life and Fortunes of a Young Lady of Some Distinction, tradução de Le Laideur aimable de Pierre-Antoine de La Place
- 1754        A Journey through every Stage of Life, Described in a Variety of Interesting Scenes, Drawn from Real Characters. By a Person of Quality
- 1761        The History of Gustavus Ericson, King of Sweden; With an Introductory History of Sweden, from the Middle of the Twelfth Century (pseudônimo: Henry Augustus Raymond)
- 1762        The History of Mecklenburgh, from the First Settlement of the Vandals in that Country, to the Present Time; including a Period of about Three Thousand Years
- 1762        A Description of Millenium Hall and the Country Adjacent, Together with the Characters of the Inhabitants and such Historical Anecdotes and Reflections as May Excite in the Reader Proper Sentiments of Humanity, and Lead the Mind to the Love of Virtue
- 1766        The History of Sir George Ellison
- 1772        The Life of Theodore Agrippa d'Aubigné, Containing a Succinct Account of the Most Remarkable Occurrences during the Civil Wars of France in the Reigns of Charles IX, Henry III, Henry IV, and in the Minority of Lewis XIII
- 1772        The Test of Filial Duty; In a Series of Letters between Miss Emilia Leonard, and Miss Charlotte Arlington: A Novel